# Nidau
Nidau es una ciudad suiza situada en el cantón de Berna. Tiene una población estimada, a fines de 2023, de 7072 habitantes.
Es la capital del distrito administrativo de Biel/Bienne.
La ciudad es, desde el punto de vista administrativo, de habla alemana. Sin embargo, el 20% de la población habla francés.